# Stazione di Hongō (Hiroshima)
La stazione di Hongō (糸崎駅?, Hongō-eki) è una stazione ferroviaria situata nella città di Mihara, nella prefettura di Hiroshima in Giappone. Si trova sulla linea principale Sanyō.

## Linee e servizi
JR West
■ Linea principale Sanyō

## Caratteristiche
La stazione è dotata di due marciapiedi laterali con duebinari in superficie. La stazione supporta la bigliettazione elettronica ICOCA ed è priva di tornelli di accesso.
| 1-2 | ■ Linea principale Sanyō | per Saijō, Hiroshima e Iwakuni |
| 3-4 | ■ Linea principale Sanyō | per Mihara, Fukuyama e Okayama |

## Stazioni adiacenti
| «                      | Servizio               | »                      |
| Linea principale Sanyō | Linea principale Sanyō | Linea principale Sanyō |
| ---------------------- | ---------------------- | ---------------------- |
| Mihara                 | Locale                 | Kōchi                  |